# هیرو ایگتا
هیرو ایگتا (انگلیسی: Hiroe Igeta؛ زادهٔ ۳ فوریهٔ ۱۹۹۷) بازیگر، model اهل ژاپن است. وی از سال ۲۰۱۳ میلادی تاکنون مشغول فعالیت بوده‌است.